# Metáfora Conceptual
A teoria da Metáfora Conceptual refere-se à compreensão de uma ideia em termos de outra. Está inserida dentro de uma abordagem mais ampla: a Linguística Cognitiva. Esta última, como arcabouço teórico, inicia-se no final dos anos de 1970 e início dos anos de 1980, tendo George Lakoff, Ronald Langacker, Leonard Talmy, Charles Fillmore e Gilles Fauconnier seus principais representantes. 
Para a Linguística Cognitiva a linguagem não é compreendida como um sistema mental autônomo, conforme advogam as teorias formalistas, mas, é concebida como uma capacidade cognitiva que se relaciona com outras capacidades que não são linguísticas (a percepção, a memória, as capacidades sensório-motoras e a interação social). Neste sentido, os temas de interesse de investigação desta ciência cognitiva são: prototipicidades, polissemia, modelos cognitivos, esquemas de imagens, metonímias, metáforas, dentre outros. As metáforas, no âmbito da Linguística Cognitiva não são, meramente, figuras de linguagem utilizadas em muitos trabalhos literários, antes, recursos conceptuais que se manifestam de muitas formas, inclusive da linguagem de acordo com Soriano.
A Linguística Cognitiva busca entender como o ser humano significa a partir de fatores, emocionais, sociais e culturais que interferem na formulação do pensamento e da linguagem. Portanto, prioriza pesquisas de fenômenos relativos à significação. De acordo com Silva, “a metáfora não é uma mera extensão (ou transferência) semântica de uma categoria isolada para outra categoria de um domínio diferente, mas envolve uma analogia sistemática e coerente entre a estrutura interna de dois domínios da experiência [...]”.
Segundo Santos a metáfora é concebida como um fenômeno [...] “essencial para a categorização do mundo e propulsor de polissemia, uma vez que expressa como aspectos da vida cotidiana podem associar-se a situações mais complexas ou desconhecidas da experiência humana e refletir as formas de perceber, de pensar e de organizar o raciocínio”. Portanto, Soriano ressalta que a metáfora conceptual indica um conjunto de associações sistemáticas, ou seja, projeções entre um elemento de domínio-fonte e o domínio-alvo. Ainda segundo Santos, a metáfora conceptual se constitui a partir da projeção de um domínio conceptual, o domínio origem, para um outro domínio conceptual, o domínio-alvo, ou seja, entre um domínio mais familiar e um outro menos familiar para o falante.
É possível conceber a partir dos estudos cognitivistas que as metáforas estão inseridas em nossa vida cotidiana como propõem Lakoff e Johnson em sua obra de 1980. Nesse viés Sardinha enfatiza que “vivemos de acordo com as metáforas que existem na nossa cultura; praticamente não temos escolha: se quisermos fazer parte da sociedade, interagir, ser entendidos, entender o mundo, etc., precisamos seguir as metáforas que a nossa cultura nos coloca à disposição”. Sendo assim, para Lakoff e Johnson, a metáfora é um conceito que estrutura pensamento, ação e linguagem, portanto, sendo denominado pela Linguística Cognitiva de Metáfora Conceptual.
Lakoff e Johnson afirmam que as metáforas conceptuais podem ser categorizadas, enquanto metáforas estruturais, orientacionais e ontológicas. Almeida assim as descreve: na primeira, um conceito será metaforicamente estruturado em termos de outro; há, na segunda, organização de um sistema de conceitos em relação a outro conceito, em termos orientacionais, e na terceira, são as metáforas decorrentes da capacidade humana de identificar experiências, eventos, ações, entre outros, em termos de entidades e substâncias.
Para nos relacionar com o mundo que nos rodeia criamos estruturas por meio de sistemas conceptuais metafóricos. De acordo com Lakoff e Johnson no exemplo “Ele atacou todos os pontos fracos da minha argumentação” a metáfora que está subjacente ao conceito de discussão pode ser descrita como DISCUSSÃO É GUERRA; percebe-se que o mapeamento entre o domínio-fonte (guerra) e o alvo (discussão) trata-se de uma metáfora estrutural.
Ainda levando em consideração as estruturas no sentido de organizar um sistema em relação a outro e, não mais conceituar um pelo outro, temos a chamada metáfora orientacional que em sua maioria nos orienta no espaço (fora/dentro, em cima/embaixo, dentro/fora), como por exemplo, o par opositivo, para cima – para baixo pode ser entendido em termos orientacionais, FELIZ É PARA CIMA; TRISTE É PARA BAIXO.
Os exemplos acima, assim como vários outros, estão enraizados em nossa cultura em função da base experiencial e, por isso, pode variar de uma cultura para outra.  As metáforas ontológicas, por servir a uma variedade limitada de objetivos, torna sua compreensão mais complexa. Para compreender algumas de nossas experiências tratamos alguns termos como entidades, como por exemplo, A MENTE É UM OBJETO QUEBRADIÇO.